# Biencourt
Biencourt település Franciaországban, Somme megyében. Lakosainak száma 142 fő (2022. január 1.). Biencourt Martainneville, Framicourt, Ramburelles és Le Translay községekkel határos.

## Népesség
A település népességének változása:
| Lakosok száma | 128  | 129  | 137  | 133  | 134  | 135  | 137  | 141  | 142  |
|               | 2013 | 2015 | 2016 | 2017 | 2018 | 2019 | 2020 | 2021 | 2022 |